# Waterfront Hall
Le Waterfront Hall est un centre de conférence et de divertissement polyvalent, situé à Belfast, en Irlande du Nord, conçu par le cabinet d’architectes locaux Robinson McIlwaine. Le partenaire de pratique Peter est l’architecte du projet. 

## Histoire
La salle est située à Lanyon place, le développement phare de la société Laganside Corporation. Le développement est nommé d’après l’architecte Charles Lanyon. La planification du bâtiment a commencé 1989, la salle étant inaugurée en 1997 pour la somme de 32 millions de livres. La principale salle de l’Auditorium comporte  2 241 places assises et est basée sur la Philharmonie de Berlin conçue par Hans Scharoun. Cependant, la conception flexible de l’Auditorium permet de déplacer les stands pour créer une arène plus grande. Le plus petit studio attenant 380 sièges. Le dôme du bâtiment est recouvert de cuivre. C’est ainsi que l’extérieur finira par devenir vert et refléter le dôme de l’hôtel de ville de Belfast et d’autres bâtiments victoriens dans le centre-ville. Le bâtiment abrite également des bars et un restaurant. 
Il est également connu comme le lieu habituel de l’Open d’Irlande du Nord de snooker.